# اخبار (فیلم ۱۹۸۹)
«اخبار» (انگلیسی: The News (1989 film)) فیلمی در ژانر اکشن است که در سال ۱۹۸۹ منتشر شد.